# The Dance Collection: A Compilation of Twelve Inch Singles
A The Dance Collection: A Compilation of Twelve Inch Singles Donna Summer amerikai énekesnő 1987-ben megjelent válogatáslemeze. Az albumot az énekesnő azon maxilemezeiből állították össze, melyek 1977 és 1979 között jelentek meg. A válogatás szempontjai azonban nem teljesen egyértelműek. Kevéssé érthető például, hogy miért nem 1975-től válogattak, hiszen akkor kerekebb időintervallumot (5 évet) fogna át az album. Copyright problémák sem lettek volna, mivel az 1970-es évek második felének Donna Summer-felvételei a Casablanca Records tulajdonában voltak. A választott koncepció miatt azonban az énekesnő olyan korai slágerei maradtak le az összeállításról, mint a Love to Love You Baby, a Try Me I Know We Can Make It vagy a Spring Affair. Az összeállítás két dalt tartalmaz a Donna főszereplésével készült Hál’ Istennek, péntek van! (Thank God, It’s Friday) című 1978-as filmből: az egyik az Oscar-díjas Last Dance. A másik, a With Your Love azonban rövidített változatban szerepel az albumon, az eredeti promóciós maxi ugyanis 7:34 perc időtartamú. Úgyszintén rövidítve hallható a Bad Girls dupla LP egyik slágere, a Walk Away, amely a promóciós maxin 8:30 perces változatban szerepelt. A CD-változat szerkesztési koncepciója ugyancsak vitatható, ugyanis kihagyták róla az LP-verzión még megtalálható Bad Girls című dalt. Az eljárás azért meglepő, mert ez a dal tulajdonképpen folyamatos egészet alkot a Hot Stuff-fal, ráadásul jóval sikeresebb volt, mint a Walk Away, ami viszont a CD-re is felkerült. Következetlenségei ellenére a The Dance Collection: A Compilation of Twelve Inch Singles kiemelt helyet foglal el a Donna Summer-válogatások között, mivel az énekesnő néhány nagy slágerének 1987-ben már (és azóta is) ritkaságszámba menő változatait tartalmazza.

## A dalok

### „A” oldal
1. I Feel Love (Moroder – Bellotte – Summer) – 8:14
2. With Your Love (Donna Summer) – 6:06
3. Last Dance (Paul Jabara) – 8:11

### „B” oldal
1. MacArthur Park Suite – 17:47

MacArthur Park (Jimmy Webb) / One of a Kind (Moroder – Bellotte – Summer) / Heaven Knows (Moroder – Bellotte – Summer) / MacArthur Park Reprise (Jimmy Webb)

### „C” oldal
1. Hot Stuff (Summer – Bellotte – Faltermeyer – Forsey) – 6:45
2. Bad Girls (Summer – Esposito – Hokenson – Sudano) – 4:55 (A CD-változaton nem szerepel.)
3. Walk Away (Bellotte – Faltermeyer) – 7:15

### „D” oldal
1. Dim All the Lights (Donna Summer) – 7:10
2. No More Tears (Enough Is Enough) (Jabara – Roberts) (Duett Barbra Streisanddel) – 11:43

## Különböző kiadások

### LP
- 1987 PolyGram (830 534-1, Egyesült Államok)

### CD
- 1987 Casablanca Records (830 534-2, NSZK)

## Külső hivatkozások
- Dalszöveg: I Feel Love
- Dalszöveg: With Your Love[halott link]
- Dalszöveg: Last Dance
- Dalszöveg: MacArthur Park
- Dalszöveg: One of a Kind
- Dalszöveg: Heaven Knows
- Dalszöveg: Hot Stuff[halott link]
- Dalszöveg: Bad Girls[halott link]
- Dalszöveg: Walk Away[halott link]
- Dalszöveg: Dim All the Lights[halott link]
- Dalszöveg: No More Tears (Enough Is Enough[halott link]